# Melitaea trivia
Melitaea trivia (tên tiếng Anh: Lesser Spotted Fritillary) là một loài bướm ngày thuộc họ Nymphalidae. Nó được tìm thấy ở phía nam của Palearctic ecozone. 

## Sự miêu tả
Sải cánh dài 15–23 mm.

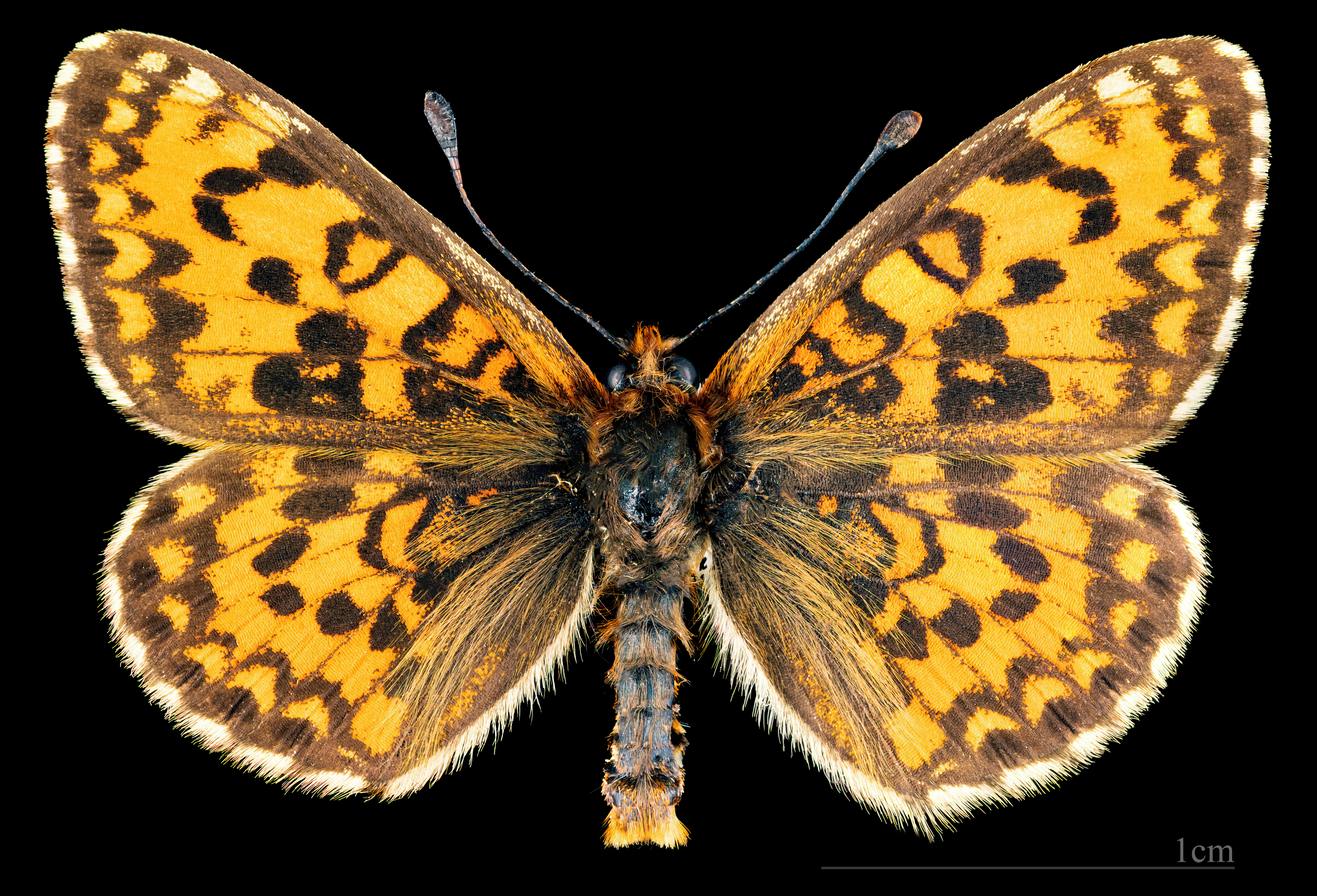
Melitaea trivia ♂
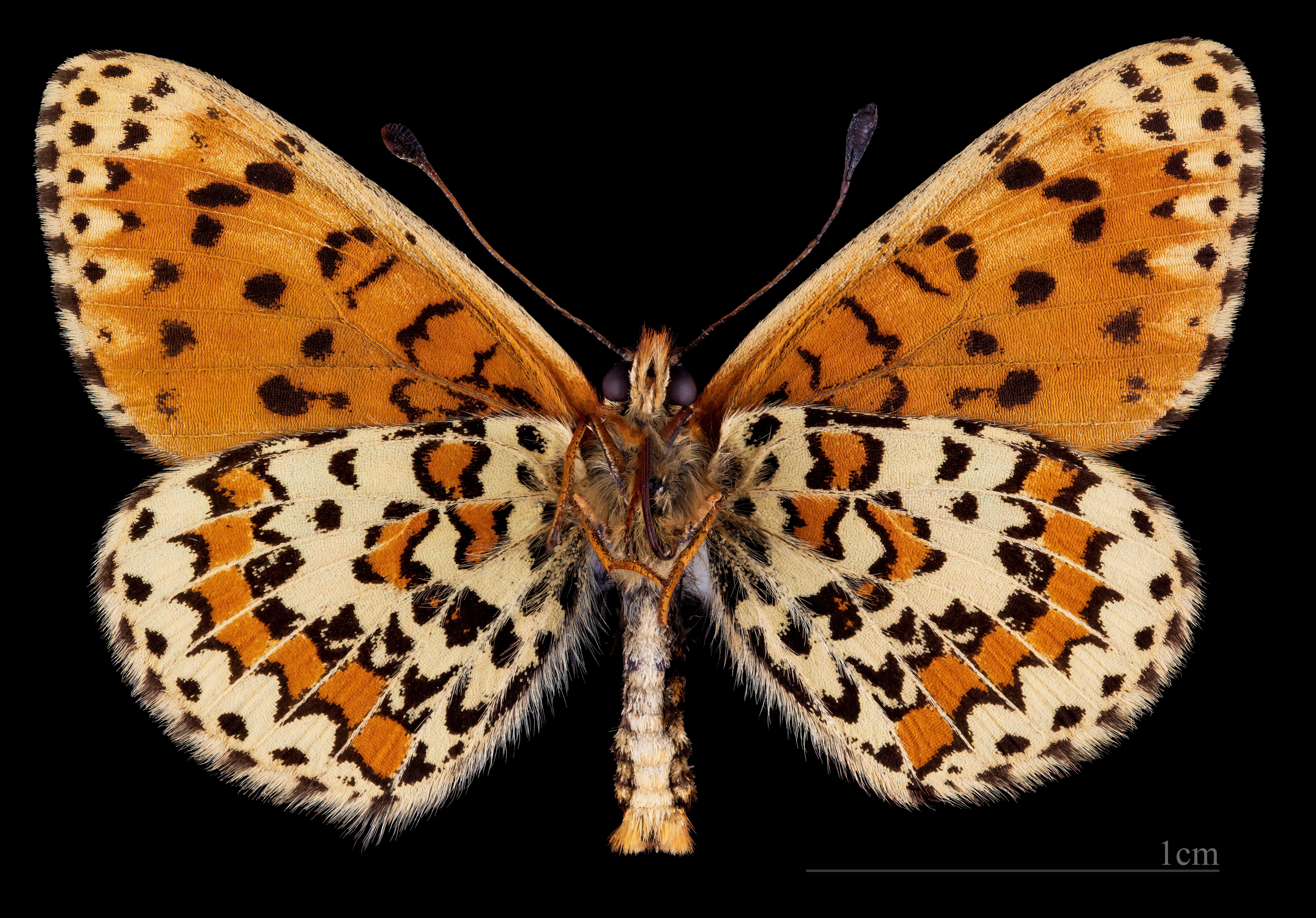
Melitaea trivia ♂   △
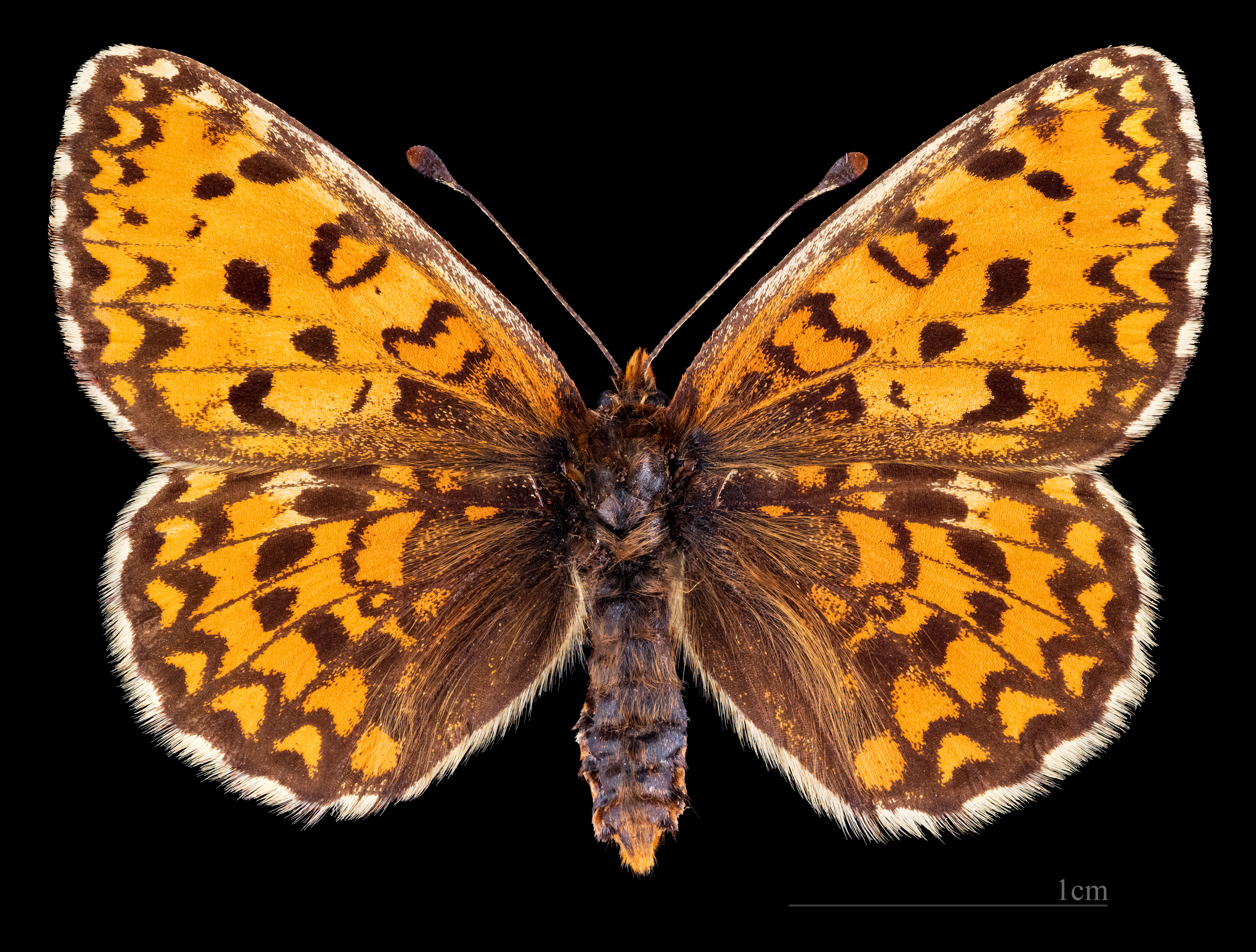
Melitaea trivia ♀
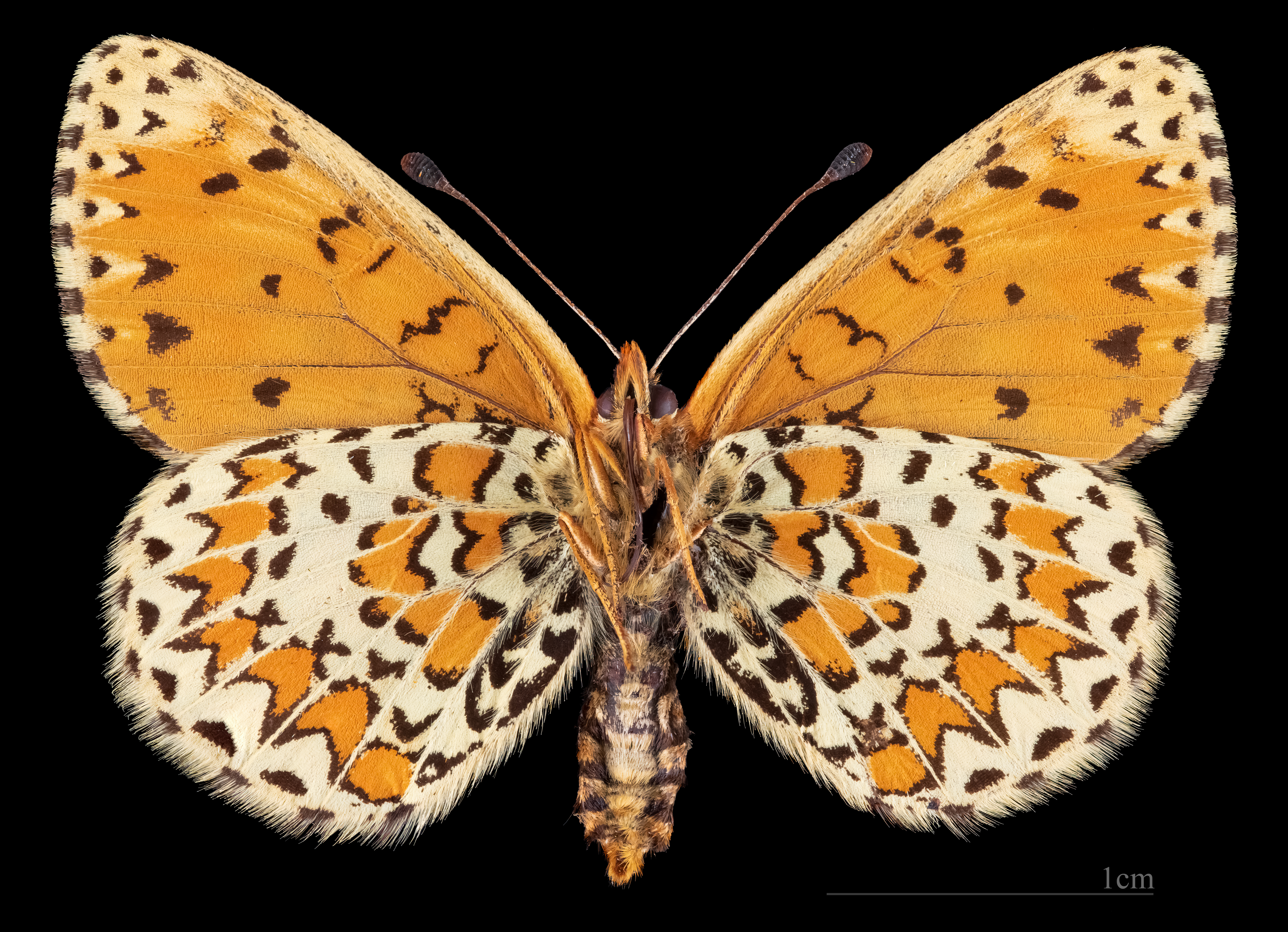
Melitaea trivia ♀ △

Ấu trùng ăn Verbascum species.